# Oritoniscus notabilis
Oritoniscus notabilis là một loài chân đều trong họ Trichoniscidae. Loài này được Herold miêu tả khoa học năm 1944.